# 太海湯元温泉

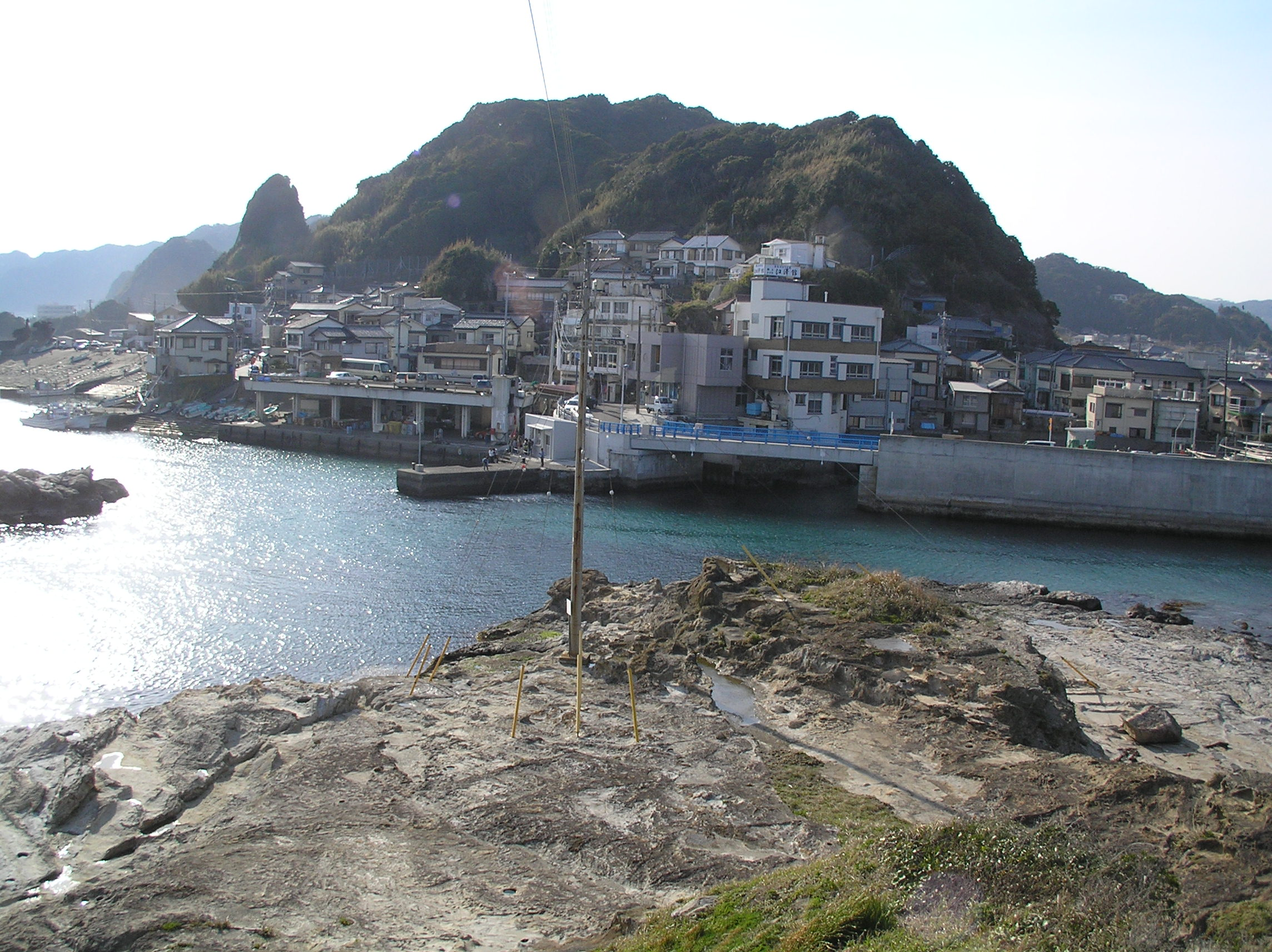
太海湯元温泉のある太海

太海湯元温泉（ふとみゆもとおんせん）とは、千葉県鴨川市にあった温泉である。

## 概要
房総半島の南東部に位置する天然温泉で、源泉温度は16度のため加温処理をしていた。湯の色は茶褐色。
2019年（平成31年）4月7日に、唯一の宿泊施設だった「こはら荘」が閉館したため、現在は宿泊施設が存在しないと思われる。
周辺の温泉旅館は鴨川温泉郷に含まれるものである。

## こはら荘
太海湯元温泉でただ一軒営業していた宿泊施設である。日帰り入浴も可能だった。
自宅の庭を約45メートル掘り、温泉を掘り当てたという。
所在地　千葉県鴨川市太海2288

## 周辺
- 仁右衛門島
- 太海フラワー磯釣りセンター
- 太海海岸
- 太海漁港
- 香指神社

## アクセス
JR内房線　太海駅より徒歩5分